# BYD Seagull
La BYD Seagull, chiamata dal 2025 BYD Dolphin Surf, è un'autovettura elettrica prodotta dalla casa automobilistica cinese BYD Auto dal 2023.

## Contesto e storia
Presentata nell'aprile 2023 al salone di Shanghai, la vettura è una piccola berlina a due volumi a 5 porte con un design che combina linee squadrate con superfici geometriche irregolari, fari dalla forma triangolare e una linea del tetto spiovente con luci posteriori collegate da una barra luminosa. Il veicolo si posiziona sotto la BYD Dolphin in termini di dimensioni.
In linea con gli altri modelli della BYD, l'abitacolo ha un design bicolore con un cruscotto composto da un grande display del sistema di infotainment touch-screen da 12,8 pollici posizionato centralmente; l'abitacolo consente il trasporto fino a 4 passeggeri in totale.

## Specifiche
La Seagull è un'auto completamente elettrica disponibile in due differenti motorizzazioni. Il modello base è alimentato da un motore da 55 kW (74 CV) disponibile con una batteria da 30 kWh, che consente un'autonomia di 305 km e una velocità massima di 130 km/h. La variante top di gamma sviluppa 75 kW (101 CV) e offre un'autonomia di circa 405 km grazie a una batteria con una capacità di 38 kWh. Proprio quest'ultima adotta una soluzione tecnica innovativa, ovvero una batteria agli ioni di sodio senza né litio né cobalto.